# Liste der Kulturdenkmäler in Boos (Nahe)
In der Liste der Kulturdenkmäler in Boos sind alle Kulturdenkmäler der rheinland-pfälzischen Ortsgemeinde Boos aufgeführt. Grundlage ist die Denkmalliste des Landes Rheinland-Pfalz (Stand: 2. August 2023).

## Einzeldenkmäler
| Bezeichnung         | Lage                         | Baujahr                                                      | Beschreibung | Bild                           |
| ------------------- | ---------------------------- | ------------------------------------------------------------ | --- | ------------------------------ |
| Rathaus             | Hauptstraße 20 Lage          | 18. Jahrhundert                                              | barocker Fachwerkbau mit offener Erdgeschosshalle, 18. Jahrhundert | Fotos hochladen                |
| Villa rustica       | Hauptstraße, bei Nr. 20 Lage | 1. bis 5. Jahrhundert                                        | Überreste einer Villa rustica, 1. bis 5. Jahrhundert, zwei Kryptoportiken, zwei Gewölbekeller                                                                            | Fotos hochladen                |
| Keller              | Kellereistraße 1 Lage        | 1598                                                         | tonnengewölbter Keller mit stichbogigem Abgang, bezeichnet 1598, darüberliegendes Fenster                                                                                | BW                             |
| Evangelische Kirche | Kirchstraße 1 Lage           | zweite Hälfte des 11. oder erste Hälfte des 12. Jahrhunderts | gotischer Saalbau, Westturm im Kern romanisch, zweite Hälfte des 11. oder erste Hälfte des 12. Jahrhunderts, über römischen Bauresten; Langhaus 1706–12 barock überformt | weitere Bilder Fotos hochladen |